# Kasztelania warszawska
Kasztelania warszawska – kasztelania mieszcząca się niegdyś w województwie mazowieckim, z siedzibą (kasztelem) w Warszawie.

## Kasztelanowie warszawscy
| Imię i nazwisko       | Okres urzędowania                       | p.    |
| --------------------- | --------------------------------------- | ----- |
| Piotr Kopytowski      | 1529 - 1543 (jeszcze 1554?)             | [ 2 ] |
| Jan Dzierzgowski      | (już 1543?) 1554 - 1554 (jeszcze 1555?) | [ 2 ] |
| Jan Warszewicki       | (już 1554?) 1555 - 1556                 | [ 2 ] |
| Jerzy Jeżewski        | (już 1555?) 1557 - 1557 (jeszcze 1564?) | [ 2 ] |
| Jakub Leśnowolski     | (już 1557?) 1564 - 1564                 | [ 2 ] |
| Stanisław Leśnowolski | 1564 - 1564                             | [ 2 ] |
| Feliks Radzanowski    | 1565 - 1567 (jeszcze 1567?)             | [ 2 ] |
| Feliks Parys          | 1567 - 1575                             | [ 3 ] |
| Wojciech Ręczajski    | 1575 - 1590 (jeszcze 1591?)             |       |
| Stanisław Parys       | 1591 - 1591 (jeszcze 1593?)             |       |
| Bartłomiej Zaliwski   | 1593 - 1595                             |       |
| Stanisław Warszycki   | (już 1595?) 1606 - 1606 (jeszcze 1617?) |       |
| Andrzej Prażmowski    | (już 1606?) 1617 - 1617 (jeszcze 1636?) |       |
| Zygmunt Parys         | (już 1617?) 1636 - 1637                 |       |
| Jan Krasiński         | 1637 - 1646                             |       |
| Stanisław Laskowski   | 1646 - 1655                             |       |
| Hieronim Gołyński     | 1654 - 1654                             | [ 4 ] |
| ? Nadolski            | (już 1655?) 1670 - 1655 (jeszcze 1670?) | [ 2 ] |
| Stanisław Ciosnowski  | (już 1655?) 1670 - 1670                 | [ 2 ] |
| Jan Oborski           | 1662 - 1670 (jeszcze 1699?)             | [ 2 ] |
| Jan Narzymski         | (już 1670?) 1699 - 1670 (jeszcze 1699?) | [ 2 ] |
| Stanisław Czosnowski  | (już 1670?) 1699 - 1720                 | [ 2 ] |
| Aleksander Skulski    | 1720 - 1720                             | [ 2 ] |
| Wojciech Wessel       | 1720 - 1748                             | [ 2 ] |
| Rafał Skarbek         | 1749 - 1749                             | [ 6 ] |
| Paweł Benoe           | 1749 - 1755                             | [ 2 ] |
| Maciej Sołtyk         | 1756 - 1780                             | [ 2 ] |
| Maciej Sobolewski     | 1780 - 1794                             | [ 2 ] |
| Piotr Dembiński       | 1794 - 1795                             | [ 2 ] |